# Пистолет-пулемёт Калашникова (1942)
Пистолет-пулемёт Калашникова — опытный пистолет-пулемёт, сконструированный М. Т. Калашниковым в 1942 году. Второй из разработанных им образцов оружия.

## История создания
Находясь в госпитале после ранения, Калашников загорелся идеей создания своего образца автоматического оружия. Начал делать наброски и чертежи, сопоставляя и анализируя собственные впечатления о боях, мнения товарищей по оружию, содержание книг госпитальной библиотеки. Пригодились также советы одного лейтенанта-десантника, до войны работавшего в научно-исследовательском институте, хорошо знавшего системы стрелкового оружия и историю их создания.
По направлению докторов Калашников был направлен на долечивание в шестимесячный отпуск, но вернулся на железнодорожную станцию Матай, в депо которой работал до 1938 года. Там он с помощью специалистов депо через три месяца создал свой первый пистолет-пулемёт, работавший по принципу отдачи свободного затвора и оснащённый магазином на 14 патронов (по другим данным первый образец имел полусвободный затвор с пневматическим тормозом отката). Этот экземпляр впоследствии был утилизирован.
Из Матая Калашников был направлен в Алма-Ату, где в учебных мастерских Московского авиационного института, эвакуированного в столицу Казахской ССР, при участии студентов и преподавателей изготовил более совершенный образец. Позднее образец был представлен находившемуся в то время в Самарканде начальнику Военно-инженерной академии им. Ф. Э. Дзержинского А. А. Благонравову — выдающемуся специалисту в области стрелкового оружия.
Хотя отзыв Благонравова был в целом отрицательным, он отметил оригинальность и интересность разработки и рекомендовал направить старшего сержанта Калашникова для дальнейшего обучения на научно-испытательный полигон стрелкового и минометного вооружения (НИПСМВО). Позже пистолет-пулемёт Калашникова был представлен в Главное Артиллерийское управление РККА. Отметив некоторые недостатки и в целом удачную конструкцию, специалисты ГАУ не рекомендовали принимать ПП Калашникова на вооружение по технологическим соображениям. Заключение гласило:
Пистолет-пулемёт Калашникова в изготовлении сложнее и дороже, чем ППШ-41 и ППС, и требует применения дефицитных и медленных фрезерных работ. Поэтому, несмотря на многие подкупающие стороны (малый вес, малая длина, наличие одиночного огня, удачное совмещение переводчика и предохранителя, компактный шомпол и пр.), в настоящем виде своем промышленного интереса не представляет.Калашников М. Т., Записки конструктора-оружейника
По состоянию на 2024 год пистолет-пулемёт хранится в коллекции Военно-исторического музея артиллерии, инженерных войск и войск связи.

## Конструкция
Пистолет-пулемёт имел полусвободный затвор, отход которого назад замедлялся за счёт взаимодействия двух винтовых пар в затворной группе: затвор — поворотная муфта и поворотная муфта — винтовой хвостовик. Во время отката подвижных частей затвор продольно перемещается по направляющим ствольной коробки, муфта вращается, а хвостовик остается неподвижным — от проворота он фиксируется выступом, входящим в паз на торце ствольной коробки. При этом муфта, наворачиваясь на хвостовик, выворачивается из затвора. Таким образом муфта и затвор, двигаясь назад, как бы «разбегаются» относительно друг друга, скорость отката затвора снижается и увеличивается время полного открывания затвора. Данная схема работы автоматики уникальна для этого образца оружия.
УСМ — ударникового типа, допускает ведение как одиночного, так и непрерывного огня. Перед выстрелом подвижные части находились в переднем положении. Выстрел происходил при закрытом затворе, после нажатия шептала спуска на шептало ударника. Переводчик огня — флажкового типа, расположен с левой стороны спусковой коробки, одновременно выполняет функции предохранителя, блокируя спусковой крючок. Передний торец кожуха ствола служит тормозом-компенсатором. Приклад металлический, складной вниз под цевьё. В пистолетную рукоятку вкручивается телескопический шомпол.